# Ute Menzel
Ute Menzel (* 1963 in Gotha) ist eine deutsche Theaterschauspielerin. 

## Leben
Ute Menzel erwarb in Gera das Abitur. Anschließend, von 1982 bis 1986, ging sie an die Theaterhochschule Leipzig und das Theaterstudio Magdeburg, um die Ausbildung zur Schauspielerin zu absolvieren. Seit 1986 gehört sie zum Ensemble des Plauener Theaters und spielt seit der Fusion mit dem Zwickauer Theater auch dort. Ute Menzel leitet ehrenamtlich die Kinder- und Jugendtheatergruppe „Alles Theater“ des Kinderschutzbundes, in der sie Jugendlichen das Schauspielen beibringt. Sie ist mit dem Theaterschauspieler Dieter Maas verheiratet.

## Künstlerisches Wirken
Ute Menzel spielt große Theaterrollen, wie die Elsa in Der Drache, Die Maria Stuart, oder die Frau im Stück Männer und andere Irrtümer, einer Theateradaption eines Comics von Florence Cestac. Neben ihrer Tätigkeit am Theater wirkte sie auch in Film und Fernsehen mit. Zum Beispiel in Die Stille nach dem Schuss, von Volker Schlöndorff, oder als Neideitel in Unterwegs in Sachsen beim MDR. 

## Auszeichnungen
- 1996 erhielt Ute Menzel den Preis Publikumsliebling in Plauen, der Freien Presse.
- 2006 wurde sie für ihr Engagement in der Jugendarbeit mit dem Stein im Brett ausgezeichnet.
- In der Saison 2007/2008 bekam sie den Publikums-Oscar Mauritius in Zwickau